# Beate Schrott
Beate Schrott, född 15 april 1988, är en friidrottare från Österrike. Hon deltog vid olympiska sommarspelen 2012 och olympiska sommarspelen 2016.